# プレーントゥ

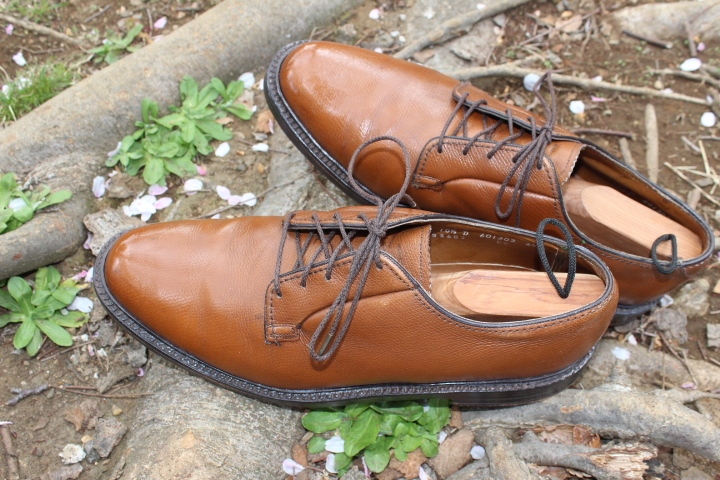
プレーントゥシューズ（代表的なモデル。1970年代のフローシャイム製、インペリアル Florsheim Imperial 93603）

プレーントゥ（英: plain toe）は、革靴の一種。靴のフロント部分（つま先部分）に装飾が無く１枚革のものを差し、短靴（オックスフォードシューズOxford）の基本的なデザインのひとつ。靴紐を留める部分が、外側に縫い付けられたものをブラッチャー（外羽根式）、内側から縫い付けられたものをバルモラル（内羽根式）と呼ぶ。

## 概要
紐付短靴（オックスフォード）で、フロント部分がシンプルで、歴史が古く最も基本的なデザインのひとつ。19世紀に起源があるため、具体的な歴史は不明な部分が多いが、第二次世界大戦時にアメリカの軍務用に採用された外羽根タイプが普遍的なデザインとして広がり、本来礼式用のドレスシューズであるが、カジュアルシューズとしても用いられる。
各メーカーが、モデルを展開しているが、REGALの品番2504NA、ALDENの990　CLIPPER　OXFORD、チャーチのシャノン、ジョンロブのガルニエⅡが有名である

## 歴史
ブラッチャーは、1815年にワールテローの戦いでプロシアの陸軍元帥ゲファルト・レーバレヒト・フォン・ブラヘルが考案したとされ、英軍のウェリントンを助けたことで広まったとされる。左右から甲を紐で締め、強度が高い。またバルモラルは、1853年にヴィクトリア女王の夫、アルバート公（1819～1861）が考案し、スコットランドのバルモラル城に名前の由来がある。
1930年代以降、第二次世界大戦時に米軍などで、ミリタリーシューズの軍務用（オフィサーシューズ）として採用され、大量生産された。堅牢製や生産効率の良さから、郵便配達員・鉄道員向け（サービスシューズ）に採用された。

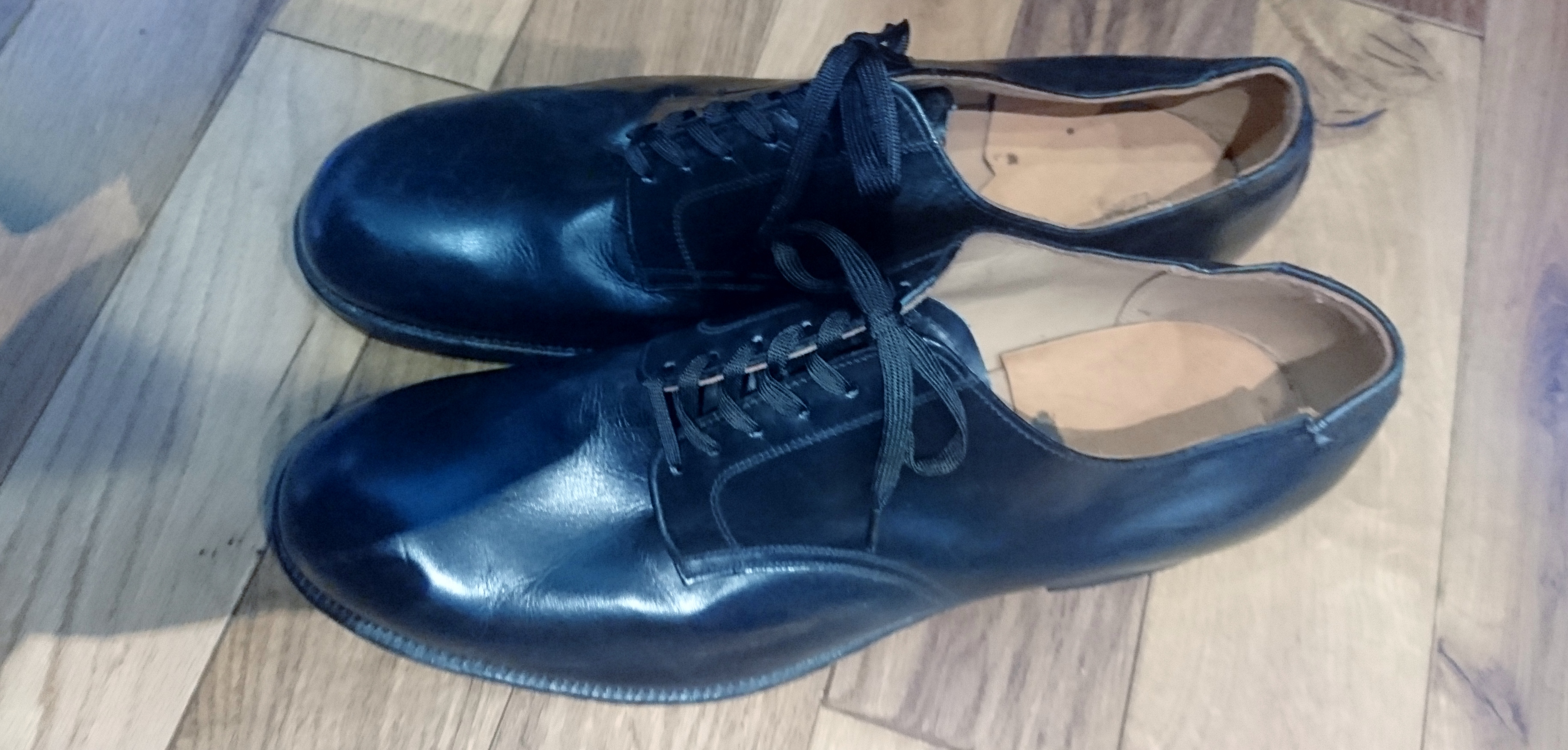
1940年代米軍のオフィサーシューズ。フローシャイム製でノルマンディー上陸作戦のためフランスに持ち込まれたとされる。ARCH TOKYOにて撮影

なお、米フローシャイム社の1941年のカタログを見ると、モデル名；The Militaryとして、外羽根プレーントゥの最初期のデザインが見られ、軍用デザインと思われる。フロント部分と腰革（quarter）が分かれている。
これに対し、同じカタログに外羽根1枚革のモデルが、The　Essexとして掲載されており、この時点で軍用モデルとは区別されていることがわかる。同時期（1935年）に発売された、ALDENの990　CLIPPER（はさみを指す）オックスフォードは、贅沢なコードバン１枚革を用いたワンランク上のシューズといえる。
1940年代に軍用シューズとして普及していく外羽根プレーントゥであるが、同時期に1枚革の洗練されたタイプも発売されていて、現在も人気が高い。このほか、REDWING社は、1953年にモデル；101を発売し、アメリカではポストマン（郵便局員）シューズとして普及した。